# Колдвотер (Мічиган)
Колдвотер (англ. Coldwater) — місто (англ. city) в США, в окрузі Бранч штату Мічиган. Населення — 13 822 особи (2020).

## Географія
Колдвотер розташований за координатами 41°56′35″ пн. ш. 85°0′3″ зх. д. / 41.94306° пн. ш. 85.00083° зх. д. (41.942932, -85.000841).  За даними Бюро перепису населення США в 2010 році місто мало площу 21,42 км², з яких 20,81 км² — суходіл та 0,61 км² — водойми. В 2017 році площа становила 24,13 км², з яких 23,26 км² — суходіл та 0,88 км² — водойми.

## Демографія
Згідно з переписом 2010 року, у місті мешкало 10 945 осіб у 4255 домогосподарствах у складі 2628 родин. Густота населення становила 511 особа/км².  Було 4827 помешкань (225/км²).
Расовий склад населення:
| - 92,5 % — білих - 0,8 % — азіатів - 0,6 % — чорних або афроамериканців - 0,2 % — корінних американців - 3,2 % — осіб інших рас |

До двох чи більше рас належало 2,7 %. Частка іспаномовних становила 6,6 % від усіх жителів.
За віковим діапазоном населення розподілялося таким чином: 27,2 % — особи молодші 18 років, 57,8 % — особи у віці 18—64 років, 15,0 % — особи у віці 65 років та старші. Медіана віку мешканця становила 35,2 року. На 100 осіб жіночої статі у місті припадало 91,4 чоловіків;  на 100 жінок у віці від 18 років та старших — 87,5 чоловіків також старших 18 років.
Середній дохід на одне домашнє господарство  становив 48 106 доларів США (медіана — 35 560), а середній дохід на одну сім'ю — 59 162 долари (медіана — 48 980). Медіана доходів становила 37 533 долари для чоловіків та 30 553 долари для жінок. За межею бідності перебувало 19,1 % осіб, у тому числі 24,2 % дітей у віці до 18 років та 14,6 % осіб у віці 65 років та старших.
Цивільне працевлаштоване населення становило 4622 особи. Основні галузі зайнятості: виробництво — 23,3 %, освіта, охорона здоров'я та соціальна допомога — 20,5 %, роздрібна торгівля — 16,1 %.